# Bundeswehrkommando USA und Kanada
Das Bundeswehrkommando USA und Kanada (BwKdo USA/CAN), (englisch: German Armed Forces Command, United States and Canada) ist am Standort Reston, Virginia beheimatet. Es ist das höchste deutsche streitkräftegemeinsame Kommando auf dem nordamerikanischen Kontinent und übt die truppendienstliche Führung über die dort stationierten deutschen Soldaten aus. Ausgenommen davon sind das direkt dem Luftwaffentruppenkommando unterstellte Luftwaffenpersonal und die Militärattachéstäbe in Washington D.C. (USA) und Ottawa (Kanada).
Innerhalb des Org-Bereiches Unterstützungsbereich untersteht das BwKdo USA/CAN direkt dem Streitkräfteamt.
Das BwKdo USA/CAN wurde am 1. September 1993 aufgestellt. Die Dienststelle ist weitgehend aus ihrem Vorgänger, dem „Deutschen Militärischen Bevollmächtigten USA/CAN“, hervorgegangen. Diese Einrichtung war ursprünglich in einem Standort in der 4000 Brandywine St. in Washington D.C. angesiedelt.
Geographisch betrachtet ist das BwKdo USA/CAN das größte streitkräftegemeinsame Kommando der Bundeswehr außerhalb des deutschen Staatsgebiets. Es führt die
unterstellten Soldaten und Zivilbediensteten, die auf mehr als 40 unterschiedliche Dienstorte in Nordamerika verteilt sind. Im Zusammenspiel mit den Militärattachéstäben in Washington D.C. und Ottawa wirkt es als Mittler im Rahmen der deutsch-amerikanischen und deutsch-kanadischen Zusammenarbeit.

## Aufgaben
Hauptaufgabe des Kommandeurs ist die einheitliche, streitkräftegemeinsame truppendienstliche Führung und der Erhalt der personellen und materiellen Einsatzbereitschaft aller ihm in Nordamerika unterstellten deutschen Soldaten.
Das BwKdo USA/CAN ist weiterhin zuständig für die logistische Versorgung des nachgeordneten Bereichs sowie die Bereitstellung und den Betrieb einer IT- und Telekommunikations-Infrastruktur nach deutschen Standards, um die Anbindung auf dem nordamerikanischen Kontinent und die Verbindung nach Deutschland sicherzustellen. Damit ist das BwKdo USA/CAN Garant dafür, dass die dislozierten Dienststellen und Verbindungskommandos ihre mannigfaltigen Aufträge erfüllen können und Übungsvorhaben der Bundeswehr optimal unterstützt werden.
Deutsche Soldaten nehmen als Lehrgangsteilnehmer an Ausbildungsgängen der amerikanischen und der kanadischen Streitkräfte teil, erfüllen Verbindungsaufgaben, sind im Austausch in Einheiten, Verbänden sowie auf Schiffen eingesetzt oder stellen die deutschen Anteile für die NATO oder sonstige internationale Hauptquartiere.
Die dem Bundeswehrkommando USA/CAN truppendienstlich unterstellten Verbindungselemente unterstehen fachlich den unterschiedlichsten jeweils zuständigen Führungskommandos, Fähigkeitskommandos  bzw. Abteilungen im Bundesministerium der Verteidigung.
Der Marineanteil des BwKdo USA/CAN besteht aus einem Verbindungsbüro Deutsche Marine (German Navy Office) und zwei Programmbüros und ist Verbindungselement und Schnittstelle zwischen der Deutschen Marine, dem Bundesamt für Ausrüstung, Informationstechnik und Nutzung der Bundeswehr (BAAINBw) und der US Navy.
Die Aufgaben der Abteilung Verkehr und Transport des BwKdo USA/CAN (V/T), stationiert am Washington Dulles International Airport, umfassen das verantwortliche Planen, Bearbeiten, Steuern, Abfertigen und Überwachen aller logistischen Transporte der Bundeswehr in den USA und Kanada sowie nach Deutschland. Hierzu zählen nicht nur die zahlreichen rein logistischen Materialtransporte, sondern zum großen Teil auch Verlegungen ganzer militärischer Einheiten im Rahmen von Übungsvorhaben.
Der Schwerpunkt liegt in der Vorbereitung und Durchführung von Im- und Exporten von Wehrmaterial. Dabei unterliegen alle Tätigkeiten einer strengen Einhaltung und Beachtung der US-Zollvorschriften (Compliance).

## Historie
- 01.10.1965     Aufstellung  der Dienststelle Deutscher Militärischer Bevollmächtigter USA und Kanada (DMBv USA/CA) und truppendienstliche Unterstellung aller in den USA und Kanada   befindlichen Dienststellen, Truppenteile und Soldaten außer den Militärattachéstäben

- 11/1968          Beginn des Linienflugverkehrs zwischen Köln-Bonn und Dulles International Airport durch die Flugbereitschaft BMVg

- 29.03.1974     Aufstellung der Ausbildungseinrichtung des Heeres „German Army Training Establishment Shilo“ (GATES) in Shilo, Kanada, mit gleichzeitiger Unterstellung unter DMBv USA/CA

- 15.08.1976     Inbetriebnahme der bundeseigenen Lufttransportabfertigungsanlage und Aufstellung der heutigen Teileinheit „Verkehr & Transport“ (V/T) am Flughafen Dulles International Airport

- 12.08.1985     Unterstellung der Heeresverbindungsorganisation USA

- 01.10.1986     Luftwaffenanteil, Marineanteil und der Deutsche Verbindungsoffizier DIA werden als Teileinheiten in die Dienststelle des DMBv USA/CA übernommen

- 29.04.1991     Umzug des DMBv USA/CA in das Dienstgebäude nach Reston, Virginia

- 01.09.1993     Aufstellung und Umbenennung in „Bundeswehrkommando USA und Kanada“ (BwKdo US/CA)

- 01.04.1994     Unterstellung des deutschen Luftwaffenkommandos, Fort Bliss, Texas

- 01.07.2014     Umgliederung und Umbenennung in „BwKdo USA/CAN“

- 12.11.2015     Feierlicher Appell aus Anlass des 50. Geburtstages des BwKdo USA/CAN und des 60. Geburtstages der Bundeswehr[1]

## Kommandeure
| Name                                    | Teilstreitkraft | Beginn der Berufung | Ende der Berufung |
| --------------------------------------- | --------------- | ------------------- | ----------------- |
| Oberst i. G. Jörg Dronia                | Luftwaffe       | 12/2021             |                   |
| Oberst i. G. Helmut C. Frietzsche       | Luftwaffe       | 12/2017             | 11/2021           |
| Oberst i. G. Joachim W. Bohn            | Luftwaffe       | 10/2014             | 11/2017           |
| Brigadegeneral Hasso Körtge             | Luftwaffe       | 10/2010             | 09/2014           |
| Brigadegeneral Gero Schachthöfer        | Luftwaffe       | 07/2007             | 09/2010           |
| Brigadegeneral Volker Zimmer            | Luftwaffe       | 04/2004             | 06/2007           |
| Brigadegeneral Dierk-Peter Merklinghaus | Luftwaffe       | 01/2004             | 03/2004           |
| Brigadegeneral Hans-Georg Atzinger      | Heer            | 10/1999             | 12/2003           |
| Brigadegeneral Wilfried-Otto Scheffer   | Heer            | 10/1996             | 09/1999           |
| Brigadegeneral Gerd Meyer               | Heer            | 04/1993             | 09/1996           |
| Brigadegeneral Franz Lanz               | Heer            | 04/1990             | 03/1993           |
| Brigadegeneral Horst Wallmann           | Heer            | 1987                | 03/1990           |
| Brigadegeneral Peter Pichler            | Heer            | 1982                | 1987              |
| Brigadegeneral Werner Nührenberg        | Luftwaffe       | 1978                | 1982              |
| Brigadegeneral Hans Link                | Heer            | 1975                | 1978              |
| Brigadegeneral Hans Dölling             | Luftwaffe       | 1971                | 1975              |
| Brigadegeneral Josef Remberg            | Luftwaffe       | 1968                | 1971              |
| Brigadegeneral Peter Bensien            | Heer            | 1963                | 1967              |
| Brigadegeneral Konrad Mühllehner        | Heer            | 1959                | 1963              |